# 노시보
노시보 효과(nocebo effect)는 환자가 치료에 대해 부정적인 기대를 가질 때 그 치료가 원래보다 더 나쁜 효과를 나타내는 현상을 일컫는다. 예를 들어, 환자가 약물의 부작용을 예상할 때 실제로는 불활성 물질인 "약물"을 투여받더라도 그 효과를 경험할 수 있다. 이와 상보적인 개념인 플러시보 효과는 긍정적인 기대가 결과를 개선시키는 현상을 말한다. 노시보 효과는 또한 누군가가 해롭다고 믿는 물리적 현상(예: 전자기 방사선)에 노출되었다는 잘못된 믿음으로 인해 병이 났을 때도 발생한다고 여겨진다.
플러시보와 노시보 효과는 모두 심인성으로 추정되지만, 신체에 측정 가능한 변화를 일으킬 수 있다. 노시보 효과에 관한 31개의 연구를 검토한 한 논문에 따르면, 노시보 효과로 나타날 수 있는 증상으로는 구역질, 복통, 가려움증, 복부 팽만, 우울증, 수면 문제, 식욕 부진, 성기능 장애, 심각한 저혈압 등 광범위한 증상들이 보고되었다.

## 어원과 용례
월터 케네디는 1961년에 플러시보(라틴어 placēbō, "내가 기쁘게 할 것이다", placeō "나는 기쁘게 한다"에서 유래)의 대응어로 노시보(라틴어 nocēbō, "내가 해를 끼칠 것이다", noceō "나는 해를 끼친다"에서 유래)라는 용어를 만들었다. 플러시보는 유익하고 건강에 좋으며 즐겁거나 바람직한 효과를 낼 수 있는 물질을 가리킨다. 케네디는 노시보라는 용어를 사용할 때 그것이 엄밀히 말해 주체 중심적 반응, 즉 "치료제가 아닌 환자에게 내재된 특성"을 지칭한다는 점을 강조했다. 즉, 그는 퀴닌에 의해 유발되는 귀울림과 같은 약리학적으로 유도된 부정적 부작용에 대해 이 용어를 사용하는 것을 거부했다. 그렇다고 해서 환자의 심리적으로 유도된 반응에 생리적 효과가 포함되지 않는다는 뜻은 아니다. 예를 들어, 통증에 대한 예상이 불안을 유발할 수 있고, 이는 다시 콜레시스토키닌의 분비를 촉진하여 통증 전달을 용이하게 할 수 있다.

## 반응
가장 좁은 의미에서, 노시보 반응은 약물 시험 대상자의 증상이 불활성의 가짜 또는 모의 치료제인 플러시보를 투여받았을 때 악화되는 경우를 말한다. 플러시보에는 대상자의 증상을 악화시킬 수 있는 화학 물질(또는 다른 물질)이 포함되어 있지 않으므로, 증상의 악화는 주관적인 요인에 의한 것이어야 한다. 부정적인 기대는 또한 마취제의 진통 효과를 사라지게 할 수도 있다.
대상자의 증상 악화나 유익한 효과의 감소는 플러시보에 노출된 직접적인 결과이지만, 플러시보가 화학적으로 그러한 증상을 생성한 것은 아니다. 이러한 증상의 생성은 "주체 내부"의 복잡한 활동을 수반하기 때문에, 우리는 가장 엄밀한 의미에서 모의치료제 중심의 "노시보 효과"에 대해 말할 수 없고, 오직 주체 중심의 "노시보 반응"에 대해서만 말할 수 있다. 일부 관찰자들은 노시보 반응(또는 플러시보 반응)을 대상자의 순진함 때문이라고 보지만, 한 치료에 대해 노시보/플러시보 반응을 보인 사람이 다른 모든 치료에 대해서도 노시보/플러시보 반응을 보일 것이라는 증거는 없다. 즉, 고정된 노시보/플러시보 반응 특성이나 성향은 존재하지 않는다.
맥글라샨, 에반스, 오른은 1969년에 그들이 플러시보 성격이라고 부른 것의 증거를 찾지 못했다. 1954년, 라사냐, 모스텔러, 폰 펠싱거, 비처는 세심하게 설계된 연구에서 어떤 관찰자도 시험이나 인터뷰를 통해 어떤 대상자가 플러시보 반응을 나타낼 것인지, 그리고 어떤 대상자가 그렇지 않을 것인지를 결정할 수 없다는 것을 발견했다. 실험들은 개인의 측정된 최면 감수성과 노시보 또는 플러시보 반응의 발현 사이에 아무런 관계가 없음을 보여주었다.
생물기호학적 모델(2022)에 기반하여, 골리는 해로움 및 치유에 대한 기대가 어떻게 다중양식 이미지로 이어지고 일시적인 동적 항상성 또는 항상성 내수용성 감각을 형성하는지를 설명하며, 잠재적 신체의 반복적인 경험이 어떻게 후성유전학적 변화를 유도하고 실제 신체에 노시보와 플러시보 같은 새로운 유인자를 형성하는지를 보여준다.

## 효과

### 약물의 부작용
노시보 효과로 인해 약물의 부작용에 대해 환자들에게 경고하는 것이 그러한 효과의 발생에 기여할 수 있다는 것이 밝혀졌으며, 이는 약물이 실제이든 아니든 마찬가지이다. 이 효과는 임상 시험에서 관찰되었다. 2013년 리뷰에 따르면, 파킨슨병 치료제에 대한 41개 임상 시험의 메타분석에서 플러시보 치료를 받은 환자들의 중도 탈락률은 8.8%였다. 2013년의 또 다른 리뷰에서는 우울증 임상 시험에서 플러시보를 받은 환자 중 거의 20명 중 1명이 부작용으로 인해 중도 탈락했으며, 이는 노시보 효과에 의한 것으로 여겨졌다.
2022년 1월, 체계적 리뷰와 메타분석 결과 노시보 반응이 코로나19 백신 1차 접종 후 부작용의 72%, 2차 접종 후 52%를 차지한다는 결론이 내려졌다.
많은 연구들이 부적절한 건강 교육, 미디어 활동, 그리고 건강 불안과 부정적인 기대를 유발하는 다른 담론 생산자들이 노시보 반응의 형성에 영향을 미친다는 것을 보여준다.

### 전자기 과민증
증거들은 전자기과민성증후군의 증상이 노시보 효과에 의해 유발된다는 것을 시사한다.

### 통증
언어적 암시는 노시보 효과의 결과로 통각과민(통증에 대한 민감도 증가)과 이질통증(촉각 자극을 통증으로 인식)을 유발할 수 있다. 노시보 통각과민은 콜레시스토키닌 수용체의 활성화와 관련이 있는 것으로 여겨진다.

## 의학적 용법의 모호성
스튜어트-윌리엄스와 포드는 유쾌하고 건강을 증진시키거나 바람직한 결과를 내는 불활성 물질에 대해 "플러시보"라는 용어를, 불쾌하고 건강을 해치거나 바람직하지 않은 결과를 내는 불활성 물질에 대해 "노시보"라는 대조적인 용어를 사용하는 것이 매우 비생산적이라고 주장한다. 예를 들어, 정확히 같은 불활성 물질이 진통 효과와 통각과민을 모두 유발할 수 있는데, 이 정의에 따르면 전자는 플러시보가 되고 후자는 노시보가 된다.
두 번째 문제는 면역억제와 같은 동일한 효과가 자가 면역 질환을 가진 대상자에게는 바람직할 수 있지만, 다른 대부분의 대상자에게는 바람직하지 않을 수 있다는 것이다. 따라서 첫 번째 경우에는 그 효과가 플러시보가 되고, 두 번째 경우에는 노시보가 된다. 세 번째 문제는 처방자가 관련 대상자들이 그들이 경험하는 효과를 바람직하다고 여기는지 바람직하지 않다고 여기는지를 약물 투여 후 어느 정도 시간이 지나기 전까지는 알 수 없다는 것이다. 네 번째는 동일한 현상이 모든 대상자에게서 생성되며, 동일한 약물에 의해 생성되고, 그 약물이 모든 대상자에게 동일한 메커니즘을 통해 작용한다는 점이다. 그러나 해당 현상이 한 집단에게는 주관적으로 바람직하다고 여겨지고 다른 집단에게는 그렇지 않다고 여겨지기 때문에, 이제 그 현상은 상호 배타적인 두 가지 방식(즉, 플러시보와 노시보)으로 명명되어 해당 약물이 두 가지 다른 현상을 생산했다는 잘못된 인상을 주게 된다.

## 인류학적 용법의 모호성
일부 사람들은 믿음이 죽음을 초래할 수 있고(예: 부두 죽음에 대해 캐논은 1942년에 다양한 문화권에서의 여러 사례를 기술했다) 또는 치유할 수 있다고(예: 신앙 치유) 주장한다. 자의적 죽음(부두 저주, 사시, 뼈 가리키기 의식 등으로 인한)은 정신신체적 또는 심리생리학적 장애의 특정 형태를 유발하여 정신적 죽음을 초래하는 문화 의존 증후군 또는 집단 심인성 질환의 극단적 형태이다. 루벨은 1964년에 "문화 구속적" 증후군에 대해 언급했는데, 이는 "특정 집단의 구성원들이 앓고 있다고 주장하며, 그들의 문화가 병인학, 진단, 예방 조치, 치유 요법을 제공하는" 증후군을 말한다.
로버트 한과 아서 클라인만과 같은 특정 인류학자들은 신앙 치유와 같이 치유, 치료 또는 이익을 가져오기 위해 수행되는 의식(플러시보 의식)과 "뼈 가리키기"와 같이 죽음, 상해 또는 해를 끼치기 위해 수행되는 의식(노시보 의식) 사이의 구별을 할 수 있도록 플러시보/노시보 구분을 이 영역으로 확장했다. 이 두 가지 상호 연관되고 대립되는 용어의 의미가 확장됨에 따라, 우리는 이제 인류학자들이 다양한 맥락에서 노시보 또는 플러시보(해로운 또는 도움이 되는) 의식에 대해 말하는 것을 발견한다.
- 노시보 또는 플러시보(불쾌한 또는 유쾌한) 절차를 수반할 수 있는 의식;
- 대상자들이 노시보 또는 플러시보(해로운 또는 유익한) 신념을 가질 수 있는 의식;
- 노시보 또는 플러시보(병원성, 질병 유발 또는 건강 증진) 기대를 가질 수 있는 시술자들에 의해 수행되는 의식;
- 의식에 대해 노시보 또는 플러시보(부정적, 두려운, 절망적 또는 긍정적, 희망적, 자신감 있는) 기대를 가질 수 있는 대상자들에게 수행되는 의식;
- 의식이 노시보 또는 플러시보(치명적, 상해를 주는, 해로운 또는 회복시키는, 치유하는, 건강한) 결과를 낳기를 바라며 노시보 또는 플러시보(악의적 또는 선의의) 의도를 가질 수 있는 시술자들에 의해 수행되는 의식; 그리고 이 모든 것이 시술자의 노시보 의식의 해로운 본성 또는 플러시보 의식의 유익한 본성에 대한 전반적인 믿음에 달려 있다는 것.

그러나 한과 클라인만이 지적하듯이, 플러시보 의식에서 역설적인 노시보 결과가 나타나거나 노시보 의식에서 플러시보 결과가 나타나는 경우도 있을 수 있어(의도하지 않은 결과 참조) 용어적으로 더욱 복잡해질 수 있다. 1973년, 시드니 병원에서 암 치료(1,000건 이상의 흑색종 사례 포함)에 대한 광범위한 경험을 바탕으로 글을 쓴 밀턴은 예후 전달의 영향에 대해 경고했다. 그는 많은 환자들이 예후를 받은 후 단순히 벽을 향해 얼굴을 돌리고 조기에 사망했다고 말했다. "임박한 죽음의 현실화가 너무나 끔찍한 타격이어서 이에 적응할 수 없고, 악성 종양이 죽음을 일으킬 만큼 충분히 진행되기도 전에 빠르게 사망하는 소수의 환자 그룹이 있다. 이러한 자의적 죽음의 문제는 어떤 면에서 원시 민족들 사이에서 주술('뼈 가리키기')에 의해 유발되는 죽음과 유사하다."

## 윤리
일부 연구자들은 잠재적인 치료 부작용에 대해 환자들과 소통하는 과정에서 발생하는 해악이 윤리적 문제를 제기한다고 지적했다. 환자의 자율성을 존중하기 위해서는 치료가 초래할 수 있는 해악에 대해 환자에게 알려야 한다. 그러나 잠재적 해악을 전달하는 방식이 추가적인 해악을 초래할 수 있으며, 이는 무해성의 윤리적 원칙을 위반할 수 있다. 프레이밍 효과와 승인된 은폐를 포함한 다양한 정보에 입각한 동의 모델을 사용하여 자율성을 존중하면서도 노시보 효과를 줄일 수 있는 가능성이 있다.

## 같이 보기
- 인류학
- 임상시험
- 금기증
- 플러시보
- 이 뒤에 따라서 이 때문에
- 과학적 제어
- 자기실현적 예언
- 부두 죽음

## 참고문헌
- Barber, Theodore Xenophon (1961). “Death by suggestion. A critical note”. 《Psychosomatic Medicine》 23: 153–155. doi:10.1097/00006842-196103000-00006. PMID 13686785. S2CID 5451746.
- Barker, J.C. (1968). 《Scared to Death: An Examination of Fear, its Cause and Effects》. London: Frederick Muller.
- Barrett, G. V.; Franke, R. H. (1970). “'Psychogenic' Death: A Reappraisal”. 《Science》 167 (3916): 304–306. Bibcode:1970Sci...167..304B. doi:10.1126/science.167.3916.304. PMID 5460605. S2CID 31798499.
- Barsky, Arthur J.; Saintfort, R.; Rogers, M. P.; Borus, J. F. (2002). “Nonspecific Medication Side Effects and the Nocebo Phenomenon”. 《JAMA》 287 (5): 622–7. doi:10.1001/jama.287.5.622. PMID 11829702.
- Benedetti, F.; Lanotte, M.; Lopiano, L.; Colloca, L. (2007). “When words are painful: Unraveling the mechanisms of the nocebo effect”. 《Neuroscience》 147 (2): 260–271. doi:10.1016/j.neuroscience.2007.02.020. PMID 17379417. S2CID 7737716.
- Cannon, Walter B. (1942). “'Voodoo' Death”. 《American Anthropologist》 44 (2): 169–181. doi:10.1525/aa.1942.44.2.02a00010.
- Charcot, J.M. (January 1893). “The Faith-Cure”. 《The New Review》 8 (44): 18–31.
- Cohen, Sanford I. (1985). “Psychosomatic death: Voodoo death in a modern perspective”. 《Integrative Psychiatry》 3 (1): 46–51.
- Colloca, Luana; Miller, Franklin G. (2011). “The Nocebo Effect and its Relevance for Clinical Practice”. 《Psychosomatic Medicine》 73 (7): 598–603. doi:10.1097/PSY.0b013e3182294a50. PMC 3167012. PMID 21862825.
- Colloca, Luana; Benedetti, Fabrizio (2007). “Nocebo hyperalgesia: How anxiety is turned into pain”. 《Current Opinion in Anesthesiology》 20 (5): 435–439. doi:10.1097/aco.0b013e3282b972fb. PMID 17873596. S2CID 24905510.
- Dein, Simon (2003). “Psychogenic death: Individual effects of sorcery and taboo violation”. 《Mental Health, Religion & Culture》 6 (3): 195–202. doi:10.1080/13674670310001633478. S2CID 144763261.
- Blasi, Zelda Di; Harkness, Elaine; Ernst, Edzard; Georgiou, Amanda; Kleijnen, Jos (2001). “Influence of context effects on health outcomes: A systematic review”. 《The Lancet》 357 (9258): 757–762. doi:10.1016/S0140-6736(00)04169-6. PMID 11253970. S2CID 6740675.
- Enck, Paul; Benedetti, Fabrizio; Schedlowski, Manfred (2008). “New Insights into the Placebo and Nocebo Responses”. 《Neuron》 59 (2): 195–206. doi:10.1016/j.neuron.2008.06.030. PMID 18667148. S2CID 2614166.
- Enck, Paul; Häuser, Winfried (2012년 8월 10일). “Beware the Nocebo Effect”. 《The New York Times》.
- Goddard, Henry H. (1899). “The Effects of Mind on Body as Evidenced by Faith Cures”. 《The American Journal of Psychology》 10 (3): 431–502. doi:10.2307/1412143. JSTOR 1412143.
- Hahn, Robert A. (1997). “The Nocebo Phenomenon: Concept, Evidence, and Implications for Public Health”. 《Preventive Medicine》 26 (5): 607–611. doi:10.1006/pmed.1996.0124. PMID 9327466. S2CID 42723963.
- Hahn, Robert A.; Kleinman, Arthur (1983). “Perspectives of the Placebo Phenomenon: Belief as Pathogen, Belief as Medicine: 'Voodoo Death' and the 'Placebo Phenomenon' in Anthropological Perspective”. 《Medical Anthropology Quarterly》 14 (4): 3–19. doi:10.1525/maq.1983.14.4.02a00030.
- Harrington, E.R. (1998), 《The Nocebo Effect: A Meta-Analysis of the Effect of Suggestion on Reports of Physical Symptoms》 (PhD Dissertation), Temple University
- Häuser, Winfried; Hansen, Ernil; Enck, Paul (2012). “Nocebo Phenomena in Medicine”. 《Deutsches Ärzteblatt Online》 109 (26): 459–465. doi:10.3238/arztebl.2012.0459. PMC 3401955. PMID 22833756.
- Houston, W. R. (1938). “The Doctor Himself as a Therapeutic Agent”. 《Annals of Internal Medicine》 11 (8): 1416. doi:10.7326/0003-4819-11-8-1416.
- Kennedy, WP (1961). “The nocebo reaction”. 《Medical World》 95: 203–205. PMID 13752532.
- Kirsch, Irving (1985). “Response expectancy as a determinant of experience and behavior”. 《American Psychologist》 40 (11): 1189–1202. doi:10.1037/0003-066X.40.11.1189.
- Kirsch, Irving (1997). “Response expectancy theory and application: A decennial review”. 《Applied and Preventive Psychology》 6 (2): 69–79. doi:10.1016/S0962-1849(05)80012-5.
- Lasagna, Louis; Mosteller, Frederick; von Felsinger, John M.; Beecher, Henry K. (1954). “A study of the placebo response”. 《The American Journal of Medicine》 16 (6): 770–779. doi:10.1016/0002-9343(54)90441-6. PMID 13158365.
- Lorenz, Jürgen; Hauck, Michael; Paur, Robert C.; Nakamura, Yoko; Zimmermann, Roger; Bromm, Burkhart; Engel, Andreas K. (2005). “Cortical correlates of false expectations during pain intensity judgments—a possible manifestation of placebo/nocebo cognitions”. 《Brain, Behavior, and Immunity》 19 (4): 283–295. doi:10.1016/j.bbi.2005.03.010. PMID 15890494. S2CID 40078373.
- McGlashan, Thomas; Evans, Frederick J.; Orne, Martin (May 1969). “The nature of hypnotic analgesia and placebo response to experimental pain”. 《Psychosomatic Medicine》 31 (3): 227–246. doi:10.1097/00006842-196905000-00003. PMID 4892726. S2CID 45824998.
- Merton, Robert K. (1936). “The Unanticipated Consequences of Purposive Social Action”. 《American Sociological Review》 1 (6): 894–904. doi:10.2307/2084615. JSTOR 2084615. S2CID 8005707.
- Miller, Franklin G. (2005). “William James, Faith, and the Placebo Effect”. 《Perspectives in Biology and Medicine》 48 (2): 273–281. doi:10.1353/pbm.2005.0059. PMID 15834199. S2CID 37123891.
- Miller, Franklin G. (2003). “Sham Surgery: An Ethical Analysis”. 《The American Journal of Bioethics》 3 (4): 41–48. doi:10.1162/152651603322614580. PMID 14744332. S2CID 2223466.
- Milton, G.W. (1973). “Self-Willed Death or the Bone-Pointing Syndrome”. 《The Lancet》 301 (7817): 1435–1436. doi:10.1016/S0140-6736(73)91754-6. PMID 4122997.
- Mitsikostas, Dimos D.; Mantonakis, Leonidas; Chalarakis, Nikolaos (2014). “Nocebo in clinical trials for depression: A meta-analysis”. 《Psychiatry Research》 215 (1): 82–86. doi:10.1016/j.psychres.2013.10.019. PMID 24210741. S2CID 24653639.
- Murray, Danielle; Stoessl, A. Jon (2013). “Mechanisms and therapeutic implications of the placebo effect in neurological and psychiatric conditions”. 《Pharmacology & Therapeutics》 140 (3): 306–318. doi:10.1016/j.pharmthera.2013.07.009. PMID 23880289.
- Perlman, Lawrence M. (2001). “Nonspecific, unintended, and serendipitous effects in psychotherapy”. 《Professional Psychology: Research and Practice》 32 (3): 283–288. doi:10.1037/0735-7028.32.3.283.
- Phillips, D. P.; Liu, G. C.; Kwok, K.; Jarvinen, J. R.; Zhang, W.; Abramson, I. S. (2001). “The Hound of the Baskervilles effect: Natural experiment on the influence of psychological stress on timing of death”. 《BMJ》 323 (7327): 1443–1446. doi:10.1136/bmj.323.7327.1443. PMC 61045. PMID 11751347.
- Pyysiainen, Ilkka (2002). “Mind and Miracles”. 《Zygon》 37 (3): 729–740. doi:10.1111/1467-9744.00449.
- Rief, Winfried; Avorn, Jerry; Barsky, Arthur J. (2006). “Medication-Attributed Adverse Effects in Placebo Groups”. 《Archives of Internal Medicine》 166 (2): 155–160. doi:10.1001/archinte.166.2.155. PMID 16432082.
- Richter, Curt P. (1957). “On the Phenomenon of Sudden Death in Animals and Man”. 《Psychosomatic Medicine》 19 (3): 191–198. CiteSeerX 10.1.1.536.1405. doi:10.1097/00006842-195705000-00004. PMID 13432092. S2CID 41952151.
- Róheim, G (1925). “The Pointing Bone”. 《The Journal of the Royal Anthropological Institute of Great Britain and Ireland》 55: 90–114. doi:10.2307/2843694. JSTOR 2843694.
- Rubel, Authur J. (1964). “The Epidemiology of a Folk Illness: Susto in Hispanic America”. 《Ethnology》 3 (3): 268–283. doi:10.2307/3772883. JSTOR 3772883.
- Rubin, G. James; Nieto-Hernandez, Rosa; Wessely, Simon (2009). “Idiopathic environmental intolerance attributed to electromagnetic fields (formerly 'electromagnetic hypersensitivity'): An updated systematic review of provocation studies”. 《Bioelectromagnetics》 31 (1): 1–11. doi:10.1002/bem.20536. PMID 19681059. S2CID 10993481.
- Shapiro, Arthur K. (2007). “A contribution to a history of the placebo effect”. 《Behavioral Science》 5 (2): 109–135. doi:10.1002/bs.3830050202.
- Shapiro, Arthur K. (1968). “Semantics of the placebo”. 《The Psychiatric Quarterly》 42 (4): 653–695. doi:10.1007/BF01564309. PMID 4891851. S2CID 2733947.
- South, Robert (1727). 〈A Sermon Delivered at Christ-Church, Oxon., Before the University, Octob. 14. 1688: Prov.XII.22 Lying Lips are abomination to the Lord〉. 《Twelve Sermons Preached Upon Several Occasions》 I 6판. London: J. Bettenham. 458–500쪽.
- Spiegel, Herbert (1997). “Nocebo: The Power of Suggestibility”. 《Preventive Medicine》 26 (5): 616–621. doi:10.1006/pmed.1997.0229. PMID 9327468. S2CID 7017712.
- Staats, Peter; Hekmat, Hamid; Staats, Arthur (1998). “Suggestion/Placebo Effects on Pain”. 《Journal of Pain and Symptom Management》 15 (4): 235–243. doi:10.1016/S0885-3924(97)00363-1. PMID 9601159.
- Stam, Henderikus (1982). 《Hypnotic analgesia and the placebo effect: controlling ischemic pain》 (학위논문). Carleton University. doi:10.22215/etd/1982-00726.
- Stam, Henderikus J.; Spanos, Nicholas P. (1987). “Hypnotic analgesia, placebo analgesia, and ischemic pain: The effects of contextual variables”. 《Journal of Abnormal Psychology》 96 (4): 313–320. doi:10.1037/0021-843X.96.4.313. PMID 3693680.
- Stathis, P.; Smpiliris, M.; Konitsiotis, S.; Mitsikostas, D. D. (2013). “Nocebo as a potential confounding factor in clinical trials for Parkinson's disease treatment: A meta-analysis”. 《European Journal of Neurology》 20 (3): 527–533. doi:10.1111/ene.12014. PMID 23145482. S2CID 41163200.
- Stewart-Williams, Steve; Podd, John (2004). “The Placebo Effect: Dissolving the Expectancy Versus Conditioning Debate”. 《Psychological Bulletin》 130 (2): 324–340. doi:10.1037/0033-2909.130.2.324. PMID 14979775. S2CID 10297875.
- Bingel, U.; Wanigasekera, V.; Wiech, K.; Ni Mhuircheartaigh, R.; Lee, M. C.; Ploner, M.; Tracey, I. (2011). “The Effect of Treatment Expectation on Drug Efficacy: Imaging the Analgesic Benefit of the Opioid Remifentanil”. 《Science Translational Medicine》 3 (70): 70ra14. doi:10.1126/scitranslmed.3001244. PMID 21325618. S2CID 207775719.
- Wilson, Ian (1991). 《The Bleeding Mind: An Investigation into the Mysterious Phenomenon of Stigmata》. London: Paladin. ISBN 978-0-586-09014-5.
- Zusne, L.; Jones, W.H. (1989). 《Anomalistic Psychology: A Study of Magical Thinking》 2판. New York: Lawrence Erlbaum Associates.